# Jean-François Clervoy
Jean-François Clervoy (Longeville-lès-Metz, 19 november 1958) is een Frans ruimtevaarder van de ESA. Clervoy zijn eerste ruimtevlucht was STS-66 met de spaceshuttle Atlantis en vond plaats op 3 november 1994. Tijdens de missie werd onderzoek gedaan met behulp van ATLAS-3 (Atmospheric Laboratory for Applications and Sciences).
Clervoy maakte deel uit van NASA Astronaut Group 14. Deze groep van 24 ruimtevaarders begon hun training in 1992 en had als bijnaam The Hogs.
In totaal heeft Clervoy drie ruimtevluchten op zijn naam staan, waaronder naar het Russische ruimtestation Mir en de Ruimtetelescoop Hubble. Hij is sinds 1992 lid van het Europees astronautenkorps.